# Championnats d'Afrique de karaté 2023
Navigation
Édition précédente Édition suivante
Les championnats d'Afrique de karaté 2023, vingt-deuxième édition des championnats d'Afrique de karaté, ont lieu du 14 au 20 août 2023 à Casablanca, au Maroc. La 14e édition des championnats juniors et la 6e édition des championnats cadets s'y tiennent conjointement.
Un millier de sportifs provenant de 27 pays participent à la compétition.

## Médaillés

### Hommes
| Épreuve           | Or | Argent                                                                                    | Bronze |
| ----------------- | --- | ----------------------------------------------------------------------------------------- | --- |
| Kata              | Karim Walled Ghaly (EGY) | Saber Benmekhlouf (ALG)                                                                   | Omar Diop (SEN) |
| Kata              | Karim Walled Ghaly (EGY) | Saber Benmekhlouf (ALG)                                                                   | Salah Eddine El Mansoury (MAR) |
| Kata par équipe   | Maroc Adnane Chakir Salah Eddine El Mansoury Ayoub Qissi                                                                                 | Égypte Abdelrahman Abdelsalam Mostafa Elghobashy Mohamed Mohamed Zeyad                    | Tunisie Bilel Abdelaoui Mohamed Rayen Ghanjati Mohamed Wider                                                                          |
| Kata par équipe   | Maroc Adnane Chakir Salah Eddine El Mansoury Ayoub Qissi                                                                                 | Égypte Abdelrahman Abdelsalam Mostafa Elghobashy Mohamed Mohamed Zeyad                    | Afrique du Sud Bradley Ho Tong Sibongiseni Ngwenya Jesse Robert Sim                                                                   |
| Kumite −60 kg     | Abdel Ali Jina (MAR) | Amr Alaa Aboukora (EGY)                                                                   | Naim Abdesselam Rouichi (ALG) |
| Kumite −60 kg     | Abdel Ali Jina (MAR) | Amr Alaa Aboukora (EGY)                                                                   | Talla Razakh Ndiaye (SEN) |
| Kumite −67 kg     | Said Oubaya (MAR) | Ali Elsawy (EGY)                                                                          | Ibrahima Sy Meite (CIV) |
| Kumite −67 kg     | Said Oubaya (MAR) | Ali Elsawy (EGY)                                                                          | Laith Haddaji (TUN) |
| Kumite −75 kg     | Abdalla Mamduh Abdelaziz (EGY) | Oussama Fahssi (MAR)                                                                      | Ramez Bouallagui (TUN) |
| Kumite −75 kg     | Abdalla Mamduh Abdelaziz (EGY) | Oussama Fahssi (MAR)                                                                      | Oussama Zaid (ALG) |
| Kumite −84 kg     | Youssef Badawy (EGY) | Yaser Ajil (TUN)                                                                          | Makhtar Diop (SEN) |
| Kumite −84 kg     | Youssef Badawy (EGY) | Yaser Ajil (TUN)                                                                          | Falleh Midoune (ALG) |
| Kumite +84 kg     | Houssem Edin Choiya (TUN) | Hocine Daikhi (ALG)                                                                       | Wilfried Kabore (BUR) |
| Kumite +84 kg     | Houssem Edin Choiya (TUN) | Hocine Daikhi (ALG)                                                                       | Taha Tarek Mahmoud (EGY) |
| Kumite par équipe | Égypte Abdalla Mamduh Abdelaziz Abdalla Hesham Abdelgawad Youssef Badawy Ahmed Elmasry Ali Elsawy Taha Tarek Mahmoud Omar Ashraf Mohamed | Tunisie Laith Haddaji Houssem Edin Choiya Ramez Bouallagui Yaser Ajil Mohamed Aziz Rfigui | Maroc Oussama Abdelkrimi Oussama Fahssi Abdel Ali Jina Hamza Labid Said Oubaya Wadie Sassioui Mehdi Sriti                             |
| Kumite par équipe | Égypte Abdalla Mamduh Abdelaziz Abdalla Hesham Abdelgawad Youssef Badawy Ahmed Elmasry Ali Elsawy Taha Tarek Mahmoud Omar Ashraf Mohamed | Tunisie Laith Haddaji Houssem Edin Choiya Ramez Bouallagui Yaser Ajil Mohamed Aziz Rfigui | Algérie Naim Abdessalam Rouichi Ayoub Anis Helassa Oussama Zaid Fouad Benbara Oussama Baha Eddine Zitouni Falleh Midoun Hocine Daikhi |

### Femmes
| Épreuve           | Or                                                                         | Argent                                                               | Bronze                                                                          |
| ----------------- | -------------------------------------------------------------------------- | -------------------------------------------------------------------- | ------------------------------------------------------------------------------- |
| Kata              | Aya En-Nesyry (MAR)                                                        | Aya Hesham (EGY)                                                     | Narimène Dahleb (ALG)                                                           |
| Kata              | Aya En-Nesyry (MAR)                                                        | Aya Hesham (EGY)                                                     | Meriem Tlili (TUN)                                                              |
| Kata par équipe   | Maroc Sanae Agalmam Aya En-Nesyry Wissal Khalfi                            | Égypte Asmaa Allam Noha Amr Antar Aya Hesham                         | Tunisie Meriem Tlili Nour Tlili Zeineb Tlili                                    |
| Kata par équipe   | Maroc Sanae Agalmam Aya En-Nesyry Wissal Khalfi                            | Égypte Asmaa Allam Noha Amr Antar Aya Hesham                         | Cameroun Rosine Joelle Tchuako Stella Ogandoa Nsioma Natacha Maguy Medong Ebene |
| Kumite −50 kg     | Reem Ahmed Salama (EGY)                                                    | Chaimae El Hayti (MAR)                                               | Cylia Ouikene (ALG)                                                             |
| Kumite −50 kg     | Reem Ahmed Salama (EGY)                                                    | Chaimae El Hayti (MAR)                                               | Chahed Louati (TUN)                                                             |
| Kumite −55 kg     | Ahlam Youssef (EGY)                                                        | Louiza Abouriche (ALG)                                               | Chirine Zarrati (TUN)                                                           |
| Kumite −55 kg     | Ahlam Youssef (EGY)                                                        | Louiza Abouriche (ALG)                                               | Maïmouna Niang (SEN)                                                            |
| Kumite −61 kg     | Dahab Ali (EGY)                                                            | Wafa Mahjoub (TUN)                                                   | Fatima-Zahra Chajai (MAR)                                                       |
| Kumite −61 kg     | Dahab Ali (EGY)                                                            | Wafa Mahjoub (TUN)                                                   | Chaima Midi (ALG)                                                               |
| Kumite −68 kg     | Wissal Ezzar (TUN)                                                         | Ola Elmedany (EGY)                                                   | Samira Compaore (BUR)                                                           |
| Kumite −68 kg     | Wissal Ezzar (TUN)                                                         | Ola Elmedany (EGY)                                                   | Aya Nour El Bahdja Siad (ALG)                                                   |
| Kumite +68 kg     | Maroua Eddarhri (MAR)                                                      | Menna Shaaban Okila (EGY)                                            | Chehinez Jemi (TUN)                                                             |
| Kumite +68 kg     | Maroua Eddarhri (MAR)                                                      | Menna Shaaban Okila (EGY)                                            | Chaima Oudira (ALG)                                                             |
| Kumite par équipe | Algérie Louiza Abouriche Aya Nour El Bahdja Siad Chaima Midi Cylia Ouikene | Maroc Sawsane Benchbab Nisrine Brouk Fatima-Zahra Chajai Sara Slassi | Sénégal Ndeye Codou Cissé Ndeye Yacine Lo Maïmouna Niang                        |
| Kumite par équipe | Algérie Louiza Abouriche Aya Nour El Bahdja Siad Chaima Midi Cylia Ouikene | Maroc Sawsane Benchbab Nisrine Brouk Fatima-Zahra Chajai Sara Slassi | Tunisie Wissal Ezzar Chehinez Jemi Wafa Mahjoub Chirine Zarrati                 |